# Oxytropis sulphurea
Oxytropis sulphurea är en ärtväxtart som först beskrevs av Dc., och fick sitt nu gällande namn av Carl Friedrich von Ledebour. Oxytropis sulphurea ingår i släktet klovedlar, och familjen ärtväxter. Inga underarter finns listade i Catalogue of Life.